# Laila Youssifou
Laila Youssifou (Amsterdã, 2 de janeiro de 1996) é uma remadora neerlandesa.

## Carreira
Ela estuda Engenharia e Análise de Políticas na Universidade Técnica de Delft. Youssifou começou a remar no clube de remo Pampus em Almere durante os anos do ensino médio. Seu talento foi rapidamente notado e aos dezoito anos ela participou do Campeonato Mundial Júnior em Hamburgo. Depois de parar temporariamente de remar, ela voltou a remar durante seus estudos em Delft e foi incluída na seleção nacional.
No Campeonato Europeu de 2022 em Munique, Youssifou conquistou a prata no skiff duplo junto com Roos de Jong. Um mês depois, eles ganharam a prata novamente no double sculls no Campeonato Mundial em Račice, e apenas uma hora depois também a prata nos oito.
Nos Jogos Olímpicos de Verão de 2024, em Paris, conquistou a medalha de prata na competição de skiff quádruplo feminino, ao lado de De Jong, Bente Paulis e Tessa Dullemans com o tempo de 6:19.70.